# ポラック・ミハーリ

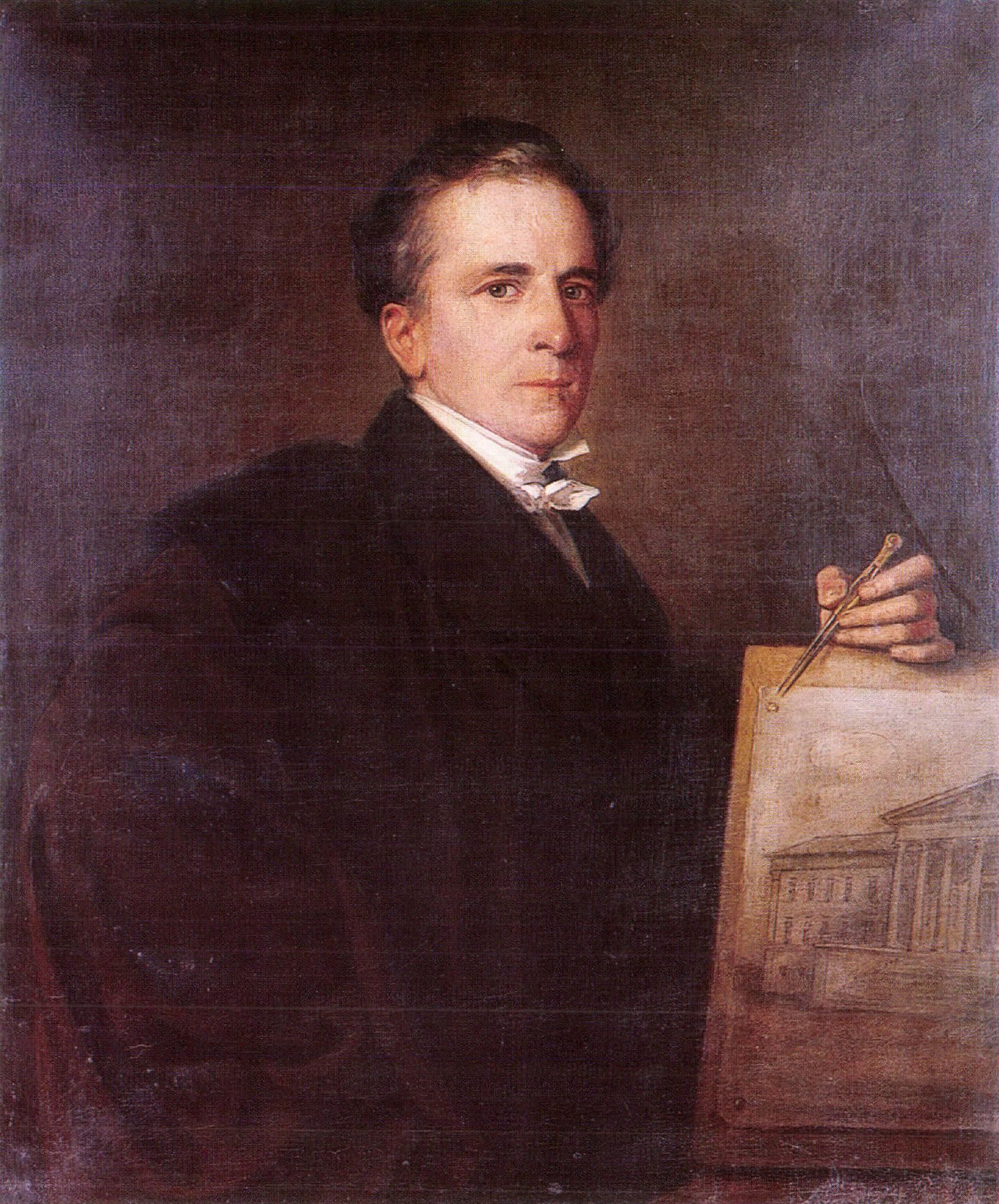
1850年頃のポラックの肖像, タン・モールによる油彩画

ポラック・ミハーリー（洪：Pollack Mihály）（1773年8月30日-1855年1月5日）はハンガリーの新古典主義様式の建築家である。主な建築はハンガリー国立博物館 (1837–46)、ルードヴィカ軍事アカデミー。
1773年、ウィーンに生まれる。93年あるいは94年、異母兄弟で建築家のレオポルト・ポラックのいるミラノに移り住む。98年、ペシュトに転居、1808年から街の美観化に力を発揮する。1810年から30年にかけて住宅の設計、その後に宮殿や公共施設の設計を手掛ける。27年には当時ブラチスラヴァにあったルードヴィカ軍事アカデミーがペシュトに移動してきたために、1830年から36年にかけてそのための新しい建物の設計を行った 。彼の設計様式はバロック様式から新古典主義へと推移していった。1855年、ペシュトにて81歳で没。

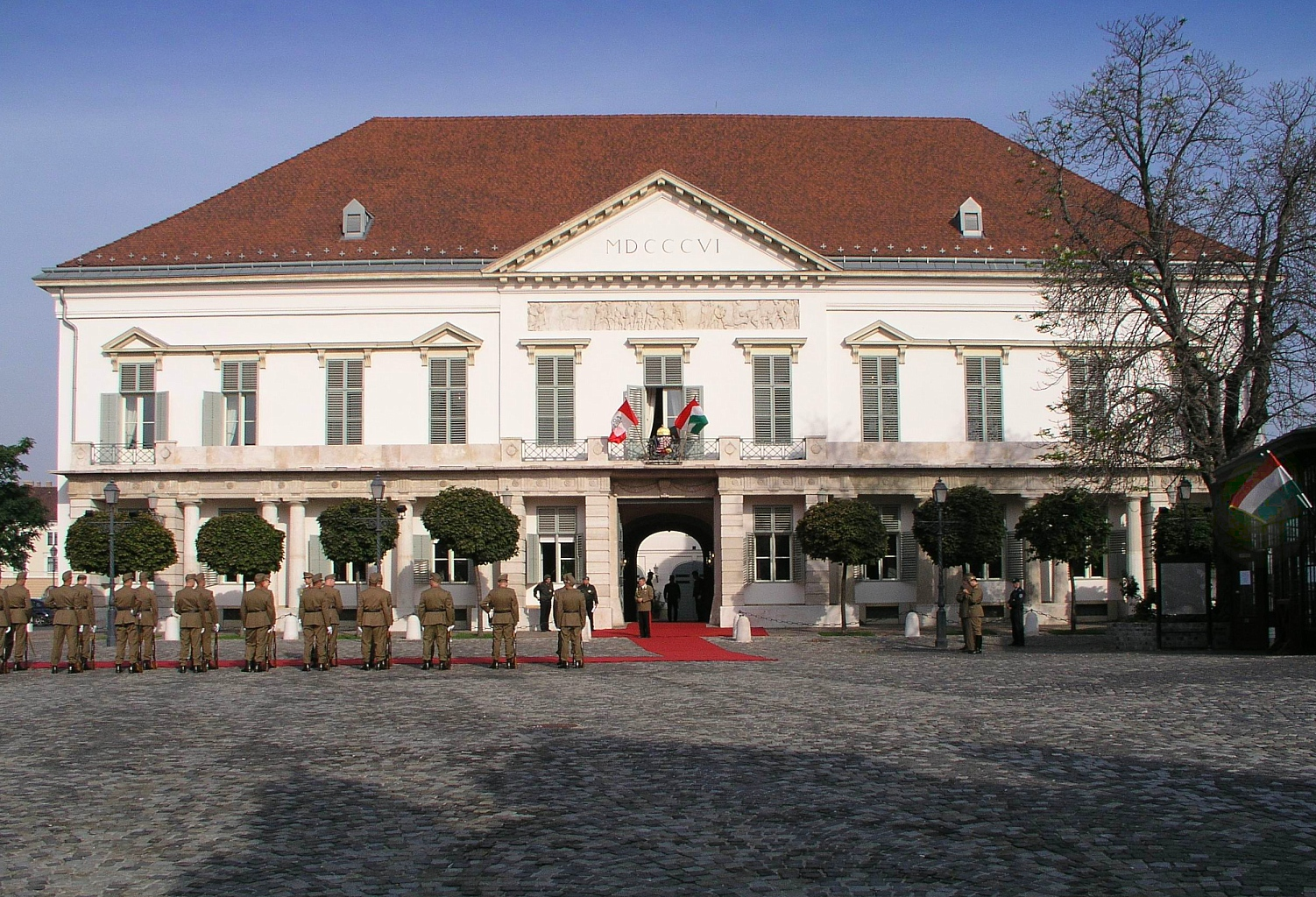
シャーンドル宮殿, ブダペシュト (1803-06)
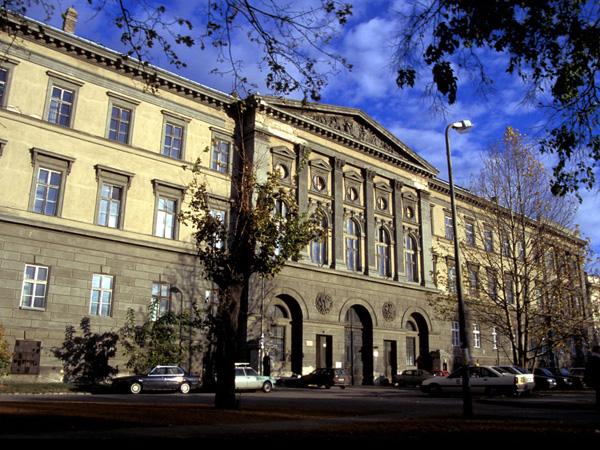
ルードヴィカ軍事アカデミー (1828–36)
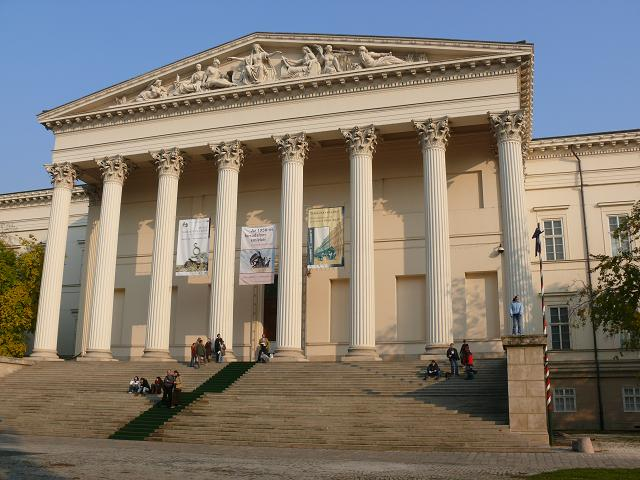
ハンガリー国立博物館 (1837–46)